# Gare do Oriente
A Gare do Oriente, também conhecida como Gare Intermodal de Lisboa (GIL), ou Estação Ferroviária de Lisboa - Oriente, ou Estação de Concentração de Lisboa Oriente, é uma das interfaces ferroviárias e rodoviárias mais importantes de Lisboa, em Portugal. Projetada pelo arquiteto e engenheiro espanhol Santiago Calatrava, ficou concluída em 1998, integrando a Expo’98, e, posteriormente, o Parque das Nações.

## Descrição

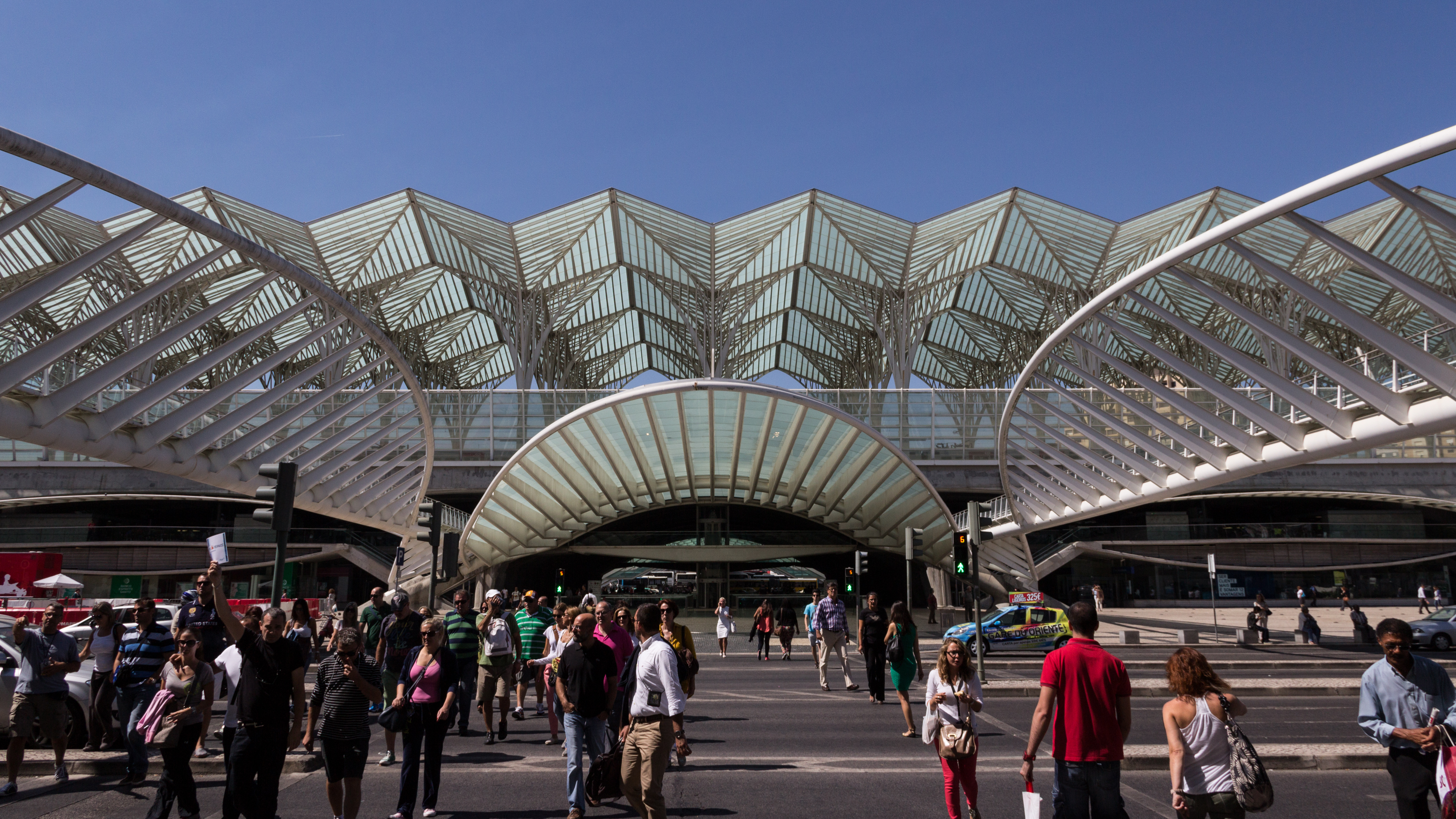
Entrada ao nível da rua, lado Poente.

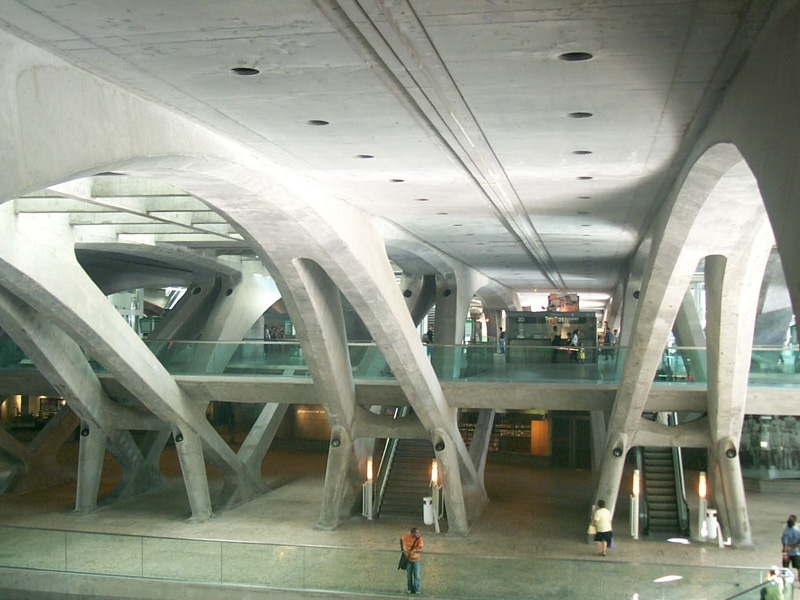
Vista dos pisos intermédios.

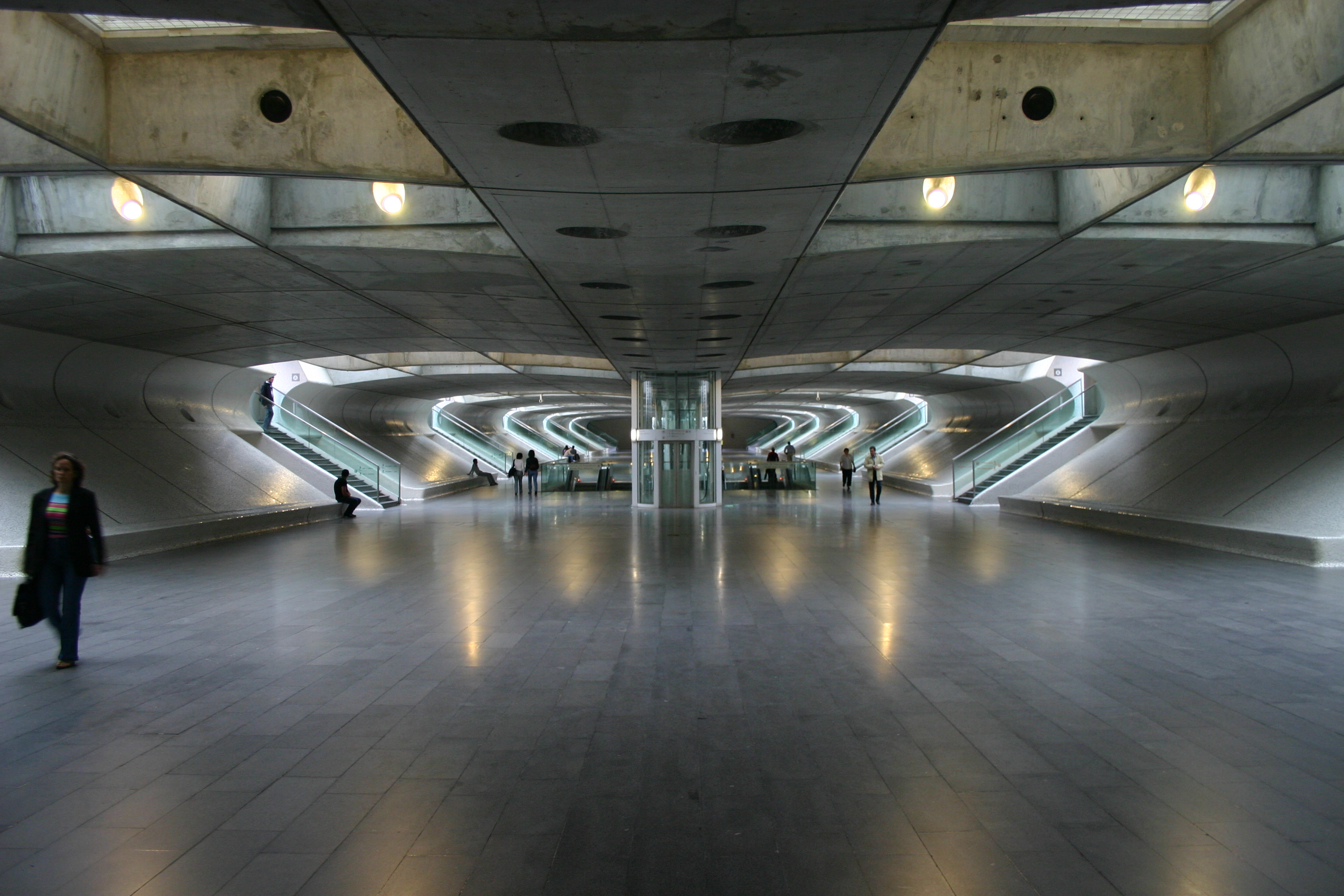
Túnel de acesso ao terminal rodoviário.

### Localização e acessos
O edifício situa-se junto à Avenida D. João II, estando construída sobre a Avenida de Berlim e Rua Conselheiro Mariano de Carvalho, na cidade de Lisboa. Situa-se muito próximo, a sul, da localização do antigo Apeadeiro dos Olivais (PK 006+8), extinto e demolido na década de 1990 para dar lugar à nova estação.[carece de fontes?]

#### Estação do metropolitano
Os pisos subterrâneos do edifício albergam a estação homónima do Metropolitano de Lisboa. Esta serviu como terminal da Linha Vermelha até ao seu prolongamento para norte em 2012.[carece de fontes?]

### Infraestrutura
O complexo inclui uma estação do Metropolitano de Lisboa (designada Oriente) nos dois níveis inferiores, uma estação rodoviária (tanto local como de médio/longo curso) no nível térreo, e a estação ferroviária nos dois níveis superiores, com comboios suburbanos e por serviços de médio e longo curso; existem espaços comerciais nos três níveis intermédios.[carece de fontes?]
Esta interface apresenta oito vias de circulação, numeradas de I a VIII, com comprimentos variando entre 754 e 521 m e acessíveis por plataformas todas com 297 m de comprimento e 70 cm de altura; existem ainda duas vias secundárias, identificadas como G1 e G2, com comprimentos de 75 e 342 m, respetivamente; todas estas vias estão eletrificadas em toda a sua extensão.

### Serviços
Esta interface é servida por de comboios de de passageiros de tipos Alfa Pendular, intercidades, inter-regional, regional, e urbano, das famílias de Sintra e Azambuja.

## História
A Gare do Oriente situa-se no lanço da Linha do Norte entre Lisboa-Santa Apolónia e o Carregado, que foi inaugurado no dia 28 de Outubro de 1856. A Estação Ferroviária de Olivais existiu desde a inauguração da linha até à década de 1990 (entretanto despromovida a apeadeiro) num local de implantação aproximadamente idêntico ao da Gare do Oriente.
Nos finais da Década de 1980, a operadora Caminhos de Ferro Portugueses e o Gabinete do Nó Ferroviário de Lisboa lançaram um grande programa de modernização da Linha do Norte e dos caminhos de ferro suburbanos de Lisboa, que tinha como um dos principais objectivos melhorar as condições de serviço e de conforto nos comboios de passageiros, através da renovação e ampliação das vias férreas, instalação de novos equipamentos de sinalização e de controlo de tráfego, inauguração de novo material circulante, e construção de novas interfaces intermodais e desenvolvimento das já existentes. Na Linha do Norte, as vias deveriam ser quadruplicadas, modificado o traçado da linha, e construída a Gare do Oriente, que deveria fazer parte do complexo da futura Exposição Mundial de 1998.
Em 1990, foi lançado o concurso para a modernização dos equipamentos de sinalização na Linha do Norte, que incluía os sinais electrónicos a serem instalados na futura Gare do Oriente. Em 1994, já tinha sido lançado o concurso internacional para o projecto da Gare do Oriente, tendo sido escolhido o do arquitecto Santiago Calatrava, elaborado entre 1994 e 1995. Santiago Calatrava era um arquitecto já veterano no planeamento de estações ferroviárias, tendo sido responsável pelos terminais de Lyon - Saint-Exupéry e Zurique - Stadelhofen, entre outros.
A construção foi iniciada ainda pela operadora Caminhos de Ferro Portugueses, tendo sido terminada já após a criação da Rede Ferroviária Nacional. No âmbito dos estudos de intermodalidade para o novo equipamento, chegou a estar equacionada a ligação da Gare do Oriente a um cais fluvial a implementar na Doca dos Olivais após a Expo’98 para serviço Transtejo ligando ao Montijo e a Alcochete.
A Gare do Oriente foi inaugurada no dia 18 de Maio de 1998, no âmbito da Exposição Mundial de 1998.
Na altura da sua entrada em serviço, era considerada a maior estação intermodal em território nacional. Destacou-se pela sua traça arrojada e elegante, tendo recebido o Prémio Brunel de arquitectura em 7 de Outubro de 1998, na categoria de estações grandes construídas de origem.
Em 2003, foi feita a primeira viagem técnica entre a Gare do Oriente e Faro, utilizando a Ponte 25 de Abril, tendo os serviços regulares começado no mesmo ano.
Segundo o Directório da Rede 2012, publicado pela Rede Ferroviária Nacional em 6 de Janeiro de 2011, a Gare do Oriente tinha oito vias de circulação, com comprimentos úteis entre 510 m e 720 m, e várias plataformas, todas com 309 m de extensão e alturas entre 60 cm e 70 cm — valores mais tarde alterados para os atuais.

Em 2023 esta estação, juntamente com outras duas em Portugal (São Bento e Rossio), foi considerada pela edição espanhola da revista Condé Nast Traveler como uma das 45 estações de comboio «mais incríveis do mundo» (ou: «mais fascinantes», ou «mais bonitas»)…

## Leitura recomendada
- Vias de Ferro - A Gestão da Infra-estrutura Ferroviária em Portugal. Lisboa: Rede Ferroviária Nacional E. P. 2006
- ANTUNES, J. A. Aranha;  et al. (2010). 1910-2010: O caminho de ferro em Portugal. Lisboa: CP-Comboios de Portugal e REFER - Rede Ferroviária Nacional. 233 páginas. ISBN 978-989-97035-0-6
- JODIDIO, Philip (1998). Santiago Calatrava - Estacao do Oriente / Estacion de Oriente / Oriente Station (em espanhol). Madrid: Centralibros Hispania - Edicion y Distribucion S. A. ISBN 978-9728418588
- TZONIS, Alexander (1999). Santiago Calatrava: La Poética del Movimiento (em espanhol). [S.l.: s.n.] ISBN 9788817862288
- TZONIS, Alexander (2007). Santiago Calatrava: Obra completa (em espanhol). Madrid: Ediciones Polígrafa. ISBN 978-8434311510